# Abbaye de Beaulieu (Hampshire)
Pour les articles homonymes, voir Abbaye de Beaulieu.
L'abbaye de Beaulieu (Beaulieu Abbey) est une abbaye cistercienne située à Beaulieu, dans le Sud de l'Angleterre.

## Histoire
Elle a été fondée en 1203 par le roi Jean d'Angleterre et dépend de l'abbaye de Cîteaux en France. En 1350, quatre nouvelles abbayes dépendent de celle de Beaulieu, qui a obtenu une certaine reconnaissance auprès du pape Innocent III. L'abbaye est finalement dissoute en 1538 en raison de la politique de dissolution des monastères du roi Henri VIII. De nos jours, le site, partiellement détruit, est ouvert au tourisme ; à proximité se trouvent d'ailleurs le palais de Beaulieu et le musée automobile de Beaulieu.